# Shabran
Shabran  (azerí: Dəvəçi) é um dos cinquenta e nove rayones nos que subdivide politicamente a República do Azerbaijão. A cidade capital é a cidade de Dəvəçi. Ele foi renomeado de 2010 para Shabran .

## Território e População
Este rayon é possuidor de uma superfície de 1 739 quilômetros quadrados, os quais são o lugar de uma população composta por umas 46 800 pessoas. Por onde, a densidade populacional se eleva a cifra dos 26,9 habitantes por cada quilômetro quadrado.

## Economia
Esta região é famosa por sua produção de tapetes. Mais além da região são conhecidas as alfombras da aldeia Pirabedil. Além disso, os grãos, vinhos e hortaliças e a pecuária formam parte do sustento econômico agrícola. No povo de Gala Alti há um sanatório, que cura com águas minerais e sulfurosas.

## Transporte
Através do rayon, passa a rodovia principal de Baku ao Daguestão na costa.